# 토르 헤이에스타
토르 헤이에스타(노르웨이어: Tor Heiestad, 1962년 1월 13일~)는 노르웨이의 사격 선수이며, 1988년 하계 올림픽 남자 50m 러닝타겟 금메달리스트이다. 이 외에 1988년 뮌헨 월드컵 3위를 했고 유럽 사격 선수권 대회에서 메달 3개를 획득했다.